# Gennobaudes (4. Jahrhundert)
Gennobaudes († wohl 388) war ein fränkischer Heerführer bzw. Kleinkönig im späten 4. Jahrhundert.
Gennobaudes führte im Jahr 388 zusammen mit den Heerführern Marcomer und Sunno einen Angriff auf die römische Provinz Germanien durch. Die Franken durchbrachen den römischen Limes und verwüsteten den Raum um Köln, bevor sie mit reicher Beute abzogen. Während sich ein Teil der Franken absetzte, blieben andere auf römischem Gebiet zurück. Diese wurden jedoch von dem Gegenstoß der römischen Offiziere Nanninus und Quintinus überrascht. Gennobaudes fiel wahrscheinlich in den Kampfhandlungen am Kohlenwald (silva carbonaria).
Der fränkische Überfall und die später folgende römische Gegenoffensive (die allerdings scheiterte) wurden von dem spätantiken Geschichtsschreiber Sulpicius Alexander in dessen Historia detailliert geschildert. Das offenbar an den klassischen Vorbildern orientierte Werk ist uns allerdings verloren gegangen, erhalten ist nur ein längeres Exzerpt im Werk des Gregor von Tours, das aber wichtige Informationen enthält.
Eine Verwandtschaft mit dem gut 100 Jahre früher lebenden fränkischen Heerführer Gennobaudes ist nicht beweisbar, aber zumindest möglich.